# العلاقات المارشالية الكورية الشمالية
العلاقات المارشالية الكورية الشمالية هي العلاقات الثنائية التي تجمع بين جزر مارشال وكوريا الشمالية.

## مقارنة بين البلدين
هذه مقارنة عامة ومرجعية للدولتين:
| وجه المقارنة                                              | جزر مارشال                     | كوريا الشمالية                        |
| --------------------------------------------------------- | ------------------------------ | ------------------------------------- |
| المساحة (كم2)                                             | 181                            | 120.54 ألف                            |
| عدد السكان (نسمة)                                         | 53.13 ألف                      | 25.49 مليون                           |
| الكثافة السكانية (ن./كم²)                                 | 29.35 ألف                      | 211.47                                |
| العاصمة                                                   | ماجورو                         | بيونغيانغ                             |
| اللغة الرسمية                                             | لغة إنجليزية، اللغة المارشالية | لغة كوريا الشمالية القياسية ‏          |
| العملة                                                    | دولار أمريكي                   | وون كوري شمالي                        |
| الناتج المحلي الإجمالي (بليون دولار)                      | 199.40 مليون                   |                                       |
| الناتج المحلي الإجمالي (تعادل القوة الشرائية) بليون دولار | 207.25 مليون                   |                                       |
| الناتج المحلي الإجمالي الاسمي للفرد دولار أمريكي          | 3.38 ألف                       |                                       |
| الناتج المحلي الإجمالي للفرد دولار أمريكي                 | 3.80 ألف                       |                                       |
| مؤشر التنمية البشرية                                      |                                |                                       |
| رمز المكالمات الدولي                                      | +692                           | +850                                  |
| رمز الإنترنت                                              | .mh                            | .kp                                   |
| المنطقة الزمنية                                           | ت ع م+12:00                    | ت ع م+08:30، ت ع م+08:30، ت ع م+09:00 |

## منظمات دولية مشتركة
يشترك البلدان في عضوية مجموعة من المنظمات الدولية، منها:
| علم المنظمة | اسم المنظمة              | تاريخ انضمام جزر مارشال | تاريخ انضمام كوريا الشمالية |
| ----------- | ------------------------ | ----------------------- | --------------------------- |
|             | الأمم المتحدة            | 17 سبتمبر 1991          | 17 سبتمبر 1991              |
|             | يونسكو                   | 30 يونيو 1995           | 18 أكتوبر 1974              |
|             | الاتحاد الدولي للاتصالات | 22 فبراير 1996          | ?                           |

## وصلات خارجية
- موقع وزارة الخارجية الكورية الشمالية